# L'Étrangleur de la place Rillington
Pour plus de détails, voir Fiche technique et Distribution.
L'Étrangleur de Rillington Place ou L'Affaire Christie au Québec (10 Rillington Place) est un film dramatique britannique réalisé par Richard Fleischer, sorti en 1971. Le film raconte l'histoire de John Christie, un tueur en série qui a sévi à Londres durant les années 1940.

## Synopsis
Durant la Seconde Guerre mondiale, John Christie est un agent de police qui sait mettre en confiance ses victimes et ensuite abuser d'elles. Il convainc ainsi une certaine Muriel Eady, de soigner son rhume grâce à un inhalateur de son invention et branché sur un tuyau à gaz. Aussitôt qu'il l'a endormie, il l'étrangle puis la viole. Il enterre ensuite son corps dans le jardin.
Cinq ans après, Christie vit en retraité avec sa femme au 10 Rillington Place. Timothy Evans emménage bientôt à l'étage supérieur avec son épouse Beryl et leur bébé. Le couple a de fréquentes querelles tournant même au pugilat et Christie doit les rappeler à l'ordre. Beryl est à nouveau enceinte et, au vu de leur maigres moyens, songe aussitôt à faire passer l'enfant. Elle en parle à Christie qui lui confie avoir déjà suivi des cours de médecine et se targue de pouvoir pratiquer l'avortement espéré, discrètement et pour un prix minime. Il réussit à convaincre Beryl puis Tim, plus réticent.
Le jour venu, Christie endort Beryl avec son inhalateur, la viole puis la tue. Lorsque Timothy revient, Christie lui apprend, froidement, qu'il y a eu des complications et que Beryl est morte. Timothy est un naïf, peu enclin à la réflexion, il se laisse facilement convaincre que la police pourrait l'accuser de meurtre, d'autant que l'avortement est interdit. Christie promet de se débarrasser du corps, de placer la petite en famille d'accueil et il encourage le pauvre veuf à fuir.
Tim s'installe chez des parents à Cardiff mais le remords le ronge. Il se rend à la police et déclare avoir tué accidentellement sa femme et caché son corps dans une bouche d'égout près de son immeuble. La police fait chou blanc mais fouillant le 10 Rillington Place, dans un débarras, trouve le corps de Beryl Evans et de sa fille Geraldine. Les deux ont été étranglées.
Lorsqu'il apprend la mort de Geraldine, Tim accuse aussitôt John Christie de les avoir tuées mais il n'est pas cru. Lors du procès, Christie témoigne contre lui. L'avocat de la défense tente de démontrer que ce témoin n'est pas très recommandable en faisant ressortir son passé très chargé mais le procureur, lui, allège ce prétendu fardeau. Timothy Evans est condamné à mort et pendu sans attendre. 
Les années passent, l'épouse de Christie, qui a tout deviné, fait chambre à part puis décide de fuir ce mari maudit. Christie la tue et cache son corps sous le plancher. Par la suite, il reprend son vieux filon, inhalateur, femmes naïves. La maison regorge de corps cachés. En 1953, malade, à court d'argent, il vend ses meubles, abandonne son domicile. Les nouveaux locataires du 10 Rillington Place découvrent les cadavres disséminés. Christie, déjà presque clochard, est intercepté par un bobbie près de Putney Bridge. Il sera reconnu coupable et pendu lui aussi.
Timothy Evans, douze ans après son injuste exécution, sera réhabilité, exhumé des terres maudites de la prison et de nouveau inhumé en terre bénite.

## Fiche technique
- Titre original : 10 Rillington Place
- Titre en français : L'Étrangleur de Rillington Place[3]
- Réalisation : Richard Fleischer
- Scénario : Clive Exton (d'après le livre de Ludovic Kennedy)
- Costumes : Tiny Nicholls
- Photographie : Denys N. Coop
- Son : Ken Schrivener
- Musique : John Dankworth
- Montage : Ernest Walter
- Production : Leslie Linder et Martin Ransohoff
- Société de production : Columbia Pictures
- Pays de production :  Royaume-Uni
- Langue originale : anglais
- Format : couleur
- Genre : biographie, drame, thriller
- Durée : 111 minutes
- Dates de sortie :
  - Royaume-Uni : 28 janvier 1971 (Londres) ; 29 janvier 1971 (sortie nationale)
  - France : 13 octobre 1971

## Distribution
- Richard Attenborough (VQ : Yves Massicotte) : John Christie
- John Hurt : Timothy Evans
- Judy Geeson : Beryl Evans
- Pat Heywood : Ethel Christie
- Isobel Black : Alice, l'amie de Beryl
- Phyllis Macmahon : Muriel Eady
- Ray Barron : Willis
- Douglas Blackwell : Jones
- Gabrielle Daze: Mme Lynch
- Jimmy Gardner : M. Lynch
- Edward Evans : l'inspecteur de police
- Tenniel Evans : le sergent de police
- André Morell : le juge Lewis
- Robert Hardy : Malcolm Morris
- Geoffrey Chater : Christmas Humphreys

## Autour du film
- Avec Le Génie du mal (1959) et L'Étrangleur de Boston (1968), ce film forme une trilogie de films noirs autour d'affaires criminelles historiques, et permet à Fleischer, qui voulait d'abord devenir psychiatre avant de faire du cinéma, d'affirmer son talent dans la peinture des tréfonds de l'âme humaine. C'est ainsi que le film rend bien compte de l'emprise psychologique que Christie parvient à prendre sur le jeune couple qui emménage dans son immeuble, comme sur ses autres proies.

- Le film a été tourné dans la vraie Rillington Place de Londres à qui on avait donné le nom de Runton Close peu après l'affaire Christie en 1953. Cependant, c'est au numéro 6 et non au numéro 10 qu'il a fallu faire le tournage. L’ilot insalubre fut démoli à la fin des années 1970 et un nouveau quartier construit autour de la rue renommée Bartle Road  proche de la Westway, une autoroute urbaine[4].

- Selon le commentaire de John Hurt sur le DVD du film, Fleischer a fait appel à Albert Pierrepoint, le bourreau en retraite qui avait procédé à l'exécution de Timothy Evans, afin de recréer au plus près l'atmosphère de la pendaison.

- Fleischer, cinéaste très attentif aux détails, au réalisme des décors (misère des logements populaires du Londres de l'époque) comme des costumes, a voulu que ses personnages ressemblent le plus possible aux protagonistes historiques. Ainsi, Richard Attenborough, qui incarne le tueur Christie, est affublé d'un front postiche.

- La mise en scène de Fleischer est très virtuose avec de longs plans-séquence dans l'immeuble, par exemple de l'escalier à la cuisine. Elle est aussi très stylisée, s'apparentant à la tradition anglaise des « kitchen scenes movies », et orchestrée autour de trois espaces (surtout dans la première partie du film) : l'appartement du rez-de-chaussée, l'appartement à l'étage et l'arrière-cour. Fleischer a tiré un parti surprenant de cette exiguïté des lieux du tournage (principalement les deux appartements de l'immeuble, le jardin), en utilisant la caméra très près des acteurs, parfois même caméra à l'épaule, créant ainsi un mouvement de circulation et en même temps un saisissant climat d'enfermement.